# تاپیر آمریکای جنوبی
تاپیر آمریکای جنوبی (نام علمی: Tapirus terrestris) که تاپیر برزیلی نیز نامیده می شود، نام یک گونه از سرده تاپیرها است. با وجود اندازه‌اش، خجالتی و بی‌آزار است. راحت در جنگل‌های پوشیده از برگ راه می‌رود و طعمه‌ای مناسب برای کروکودیل‌هاست.

## نگارخانه

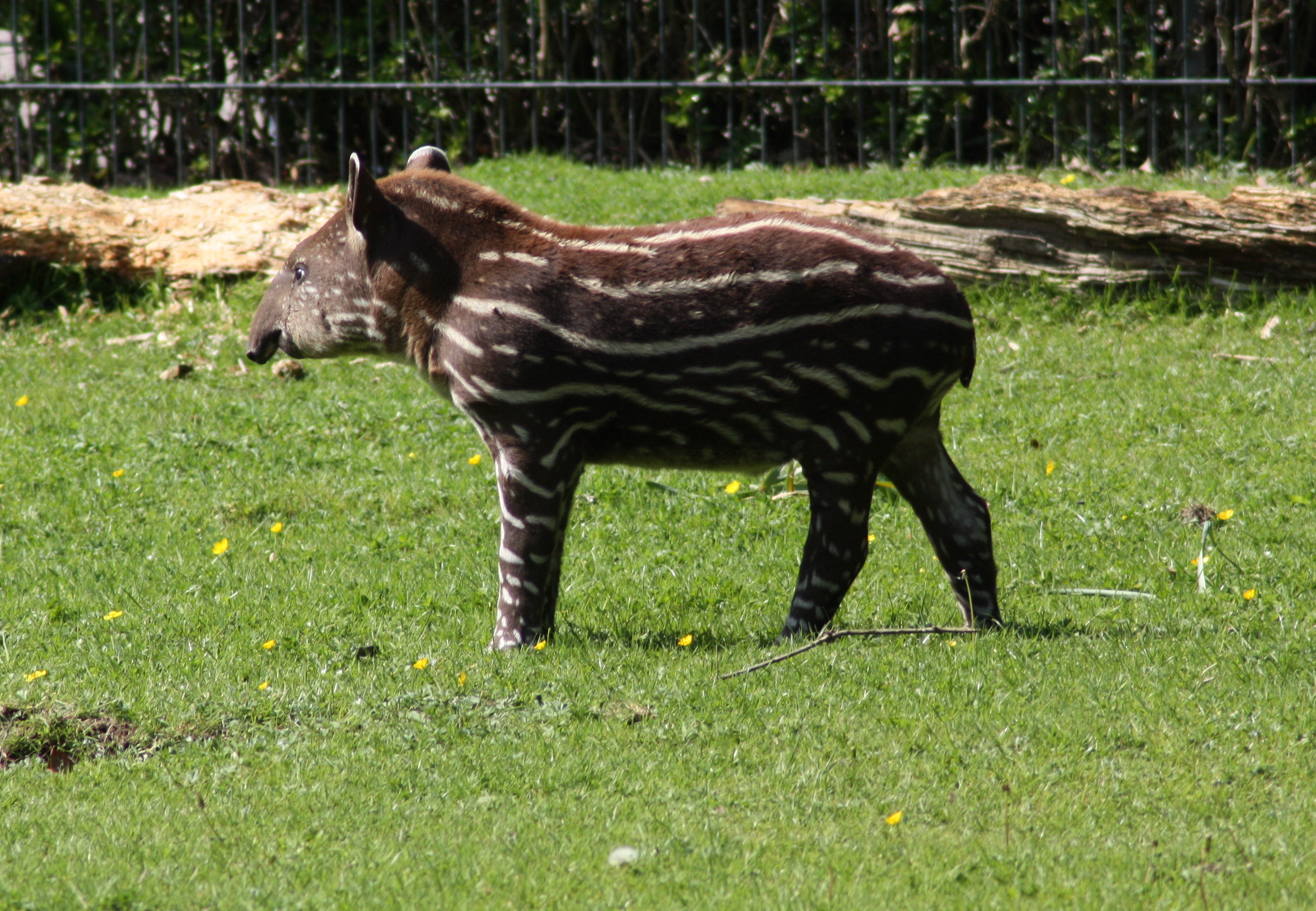
تاپیر آمریکای جنوبی جوان در باغ وحش دورتموند.
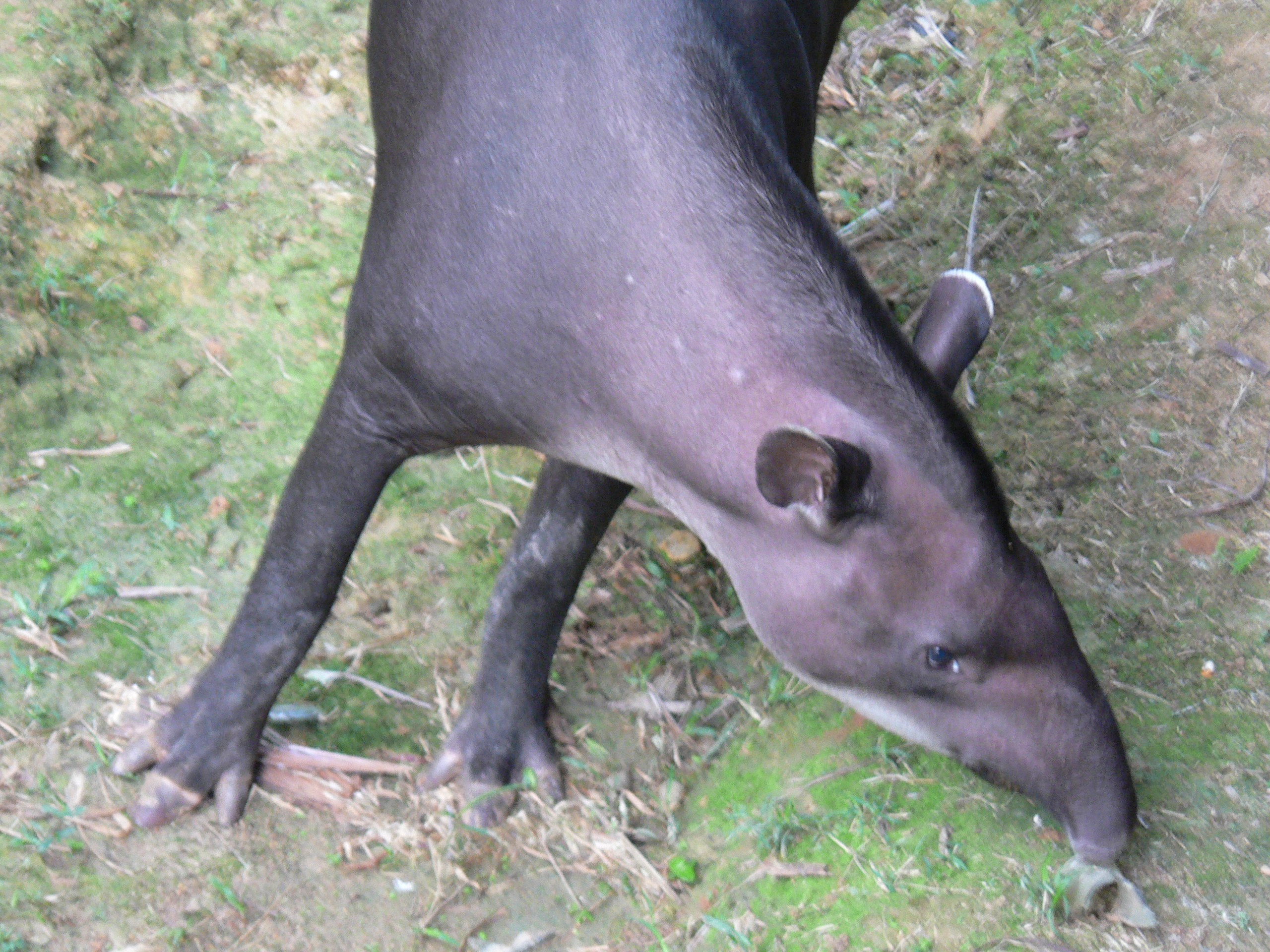
تاپیر آمریکای جنوبی در شمال پرو
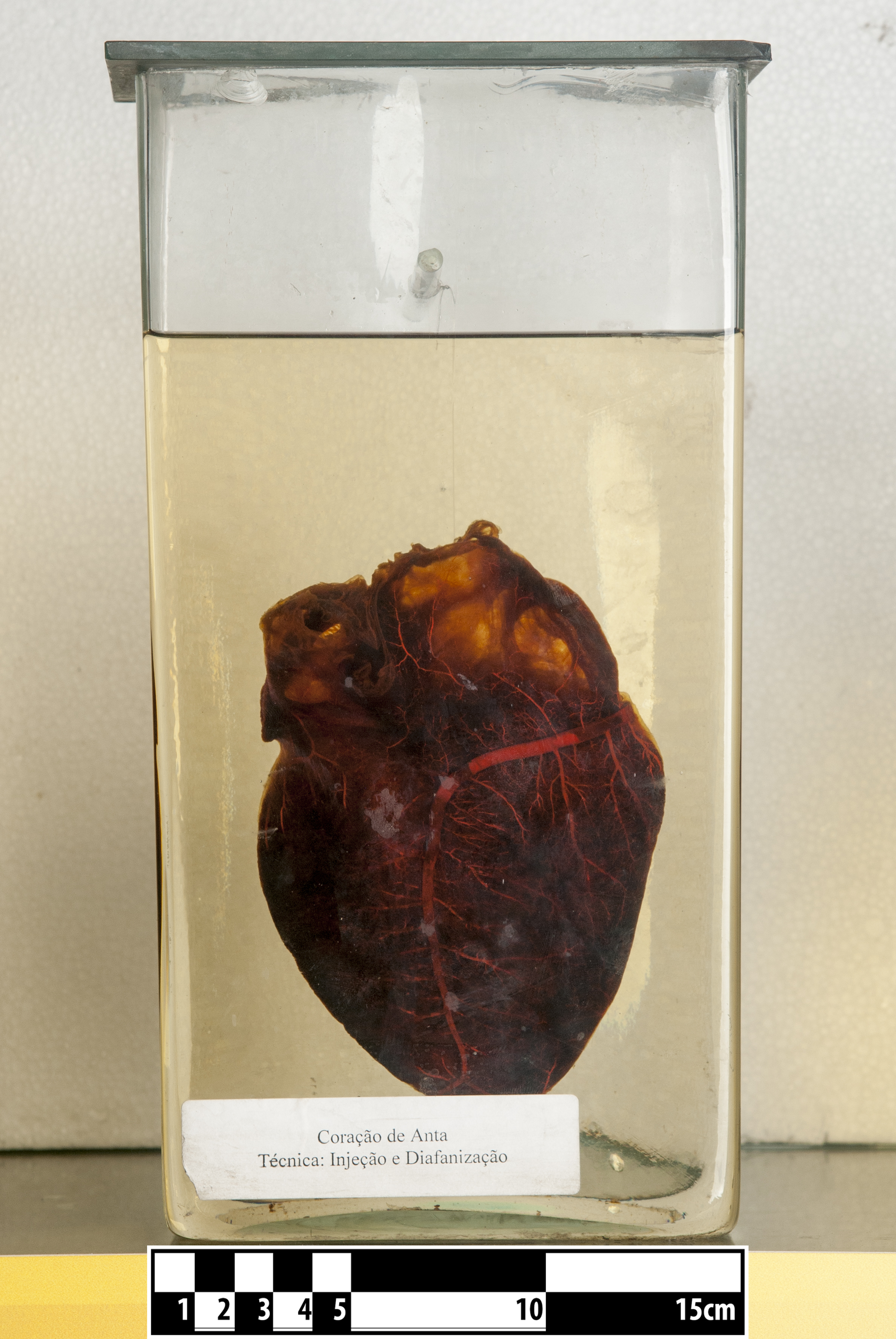
قلب تاپیر آمریکای جنوبی
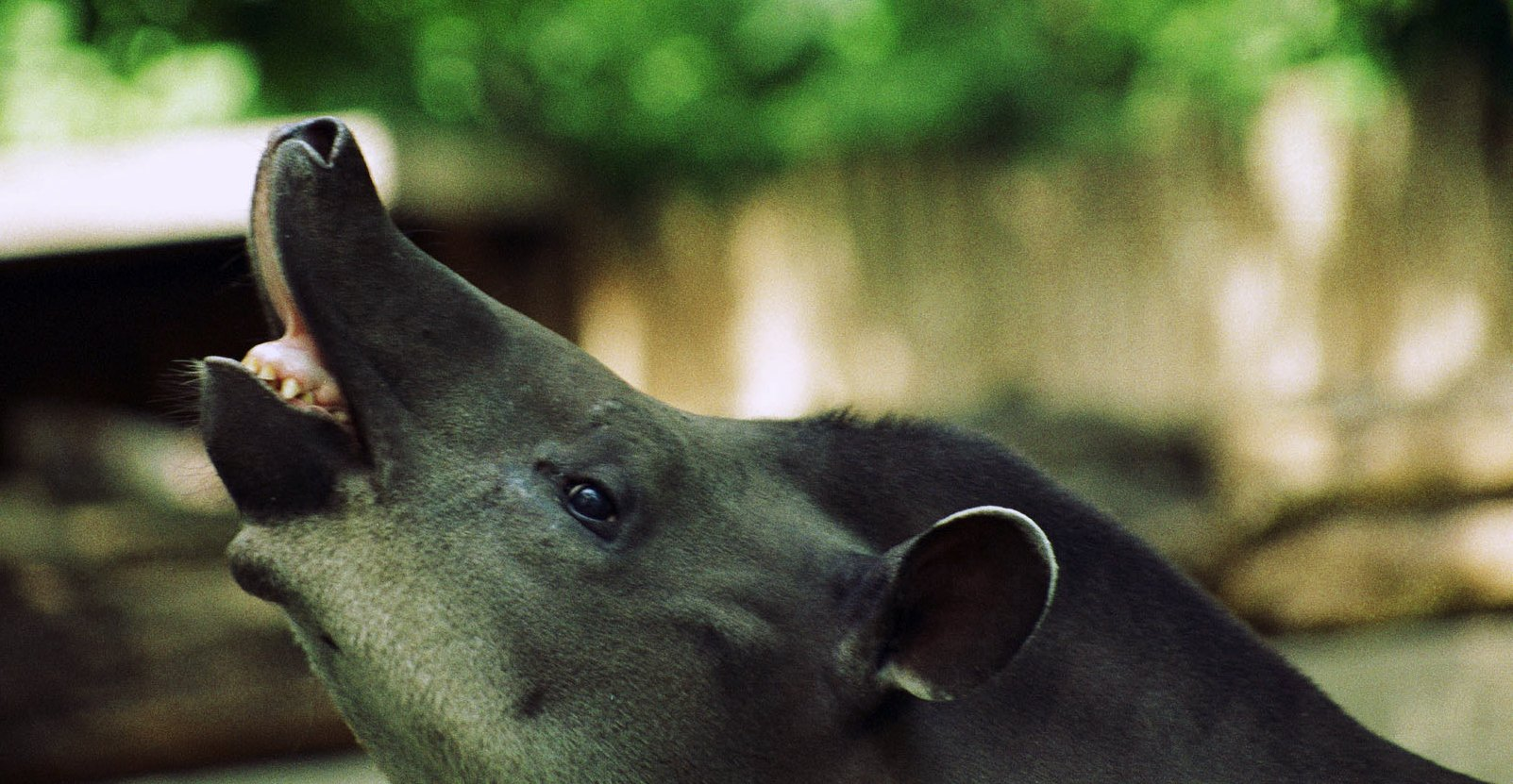
تاپیر آمریکای جنوبی در حال واکنش فلیمن